# Глушко, Сергей Витальевич
Серге́й Вита́льевич Глушко́ (8 марта 1970, Мирный, Архангельская область, СССР), также известный как Тарзан, — российский актёр театра, кино и телевидения, певец, автор песен, поэт, бодибилдер, художник, стриптизёр и охранник. Наибольших успехов в странах бывшего СССР достиг как стриптизёр под псевдонимом Тарзан. Также стал известен благодаря отношениям и браку с певицей Наташей Королёвой, которая ушла к нему от певца и композитора Игоря Николаева.

## Биография
Родился 8 марта 1970 года в городе Мирный Архангельской области.
Дед — Григорий Филиппович Глушко (1907—22.03.1945) — лейтенант, Командир самоходной установки 702 самоходно-артиллерийского полка, погиб в битве за Лаубан, похоронен на восточной окраине г. Любань (Польша). Родом из села Гусиное (сейчас Гусаково (Черкасская область)), Звенигородский уезд, Киевская губерния.
Отец — Виталий Григорьевич Глушко — военный, служил на космодроме «Плесецк», впоследствии дослужился до подполковника.
Мама — Нина Тимофеевна Глушко — родилась в деревне Даниловичи под Минском, работала в НИИ «Новатор» в ОТК. Родители сыграли свадьбу 27 июля 1962 года. Родители живут в Минске.
Старший брат — Александр Витальевич Глушко (род. 21 августа 1965) — инженер-механик, строитель, живёт в Москве.
Сергей хорошо рисовал с раннего детства, позже ходил на рисование, рисовал героев мультфильмов, позже нарисовал портреты родителей.
С пятого класса занимался лыжным спортом у тренера Василия Чуракова, имел первый разряд по лыжным гонкам. В девятом классе он сочинил песню про родной город, припев:

Город Мирный, город дивный,
Твой нам радостно виден рассвет.
Хорошеешь непрерывно,
И милей этого города нет!— 
Подростком выступал солистом в музыкальной группе «Фортуна», которая за песню «Город белых ночей и заснеженных вёсен» получила приз зрительских симпатий на конкурсе «Весенние голоса» города Мирного в 1987 году.
По стопам отца поступил в Военный инженерный институт имени А. Ф. Можайского.
Вуз окончил с отличием и, получив звание лейтенанта, год прослужил инженером отделения, за отличную службу был назначен на капитанскую должность — начальника отделения, дослужился до старшего лейтенанта, всего служил 3 года на космодроме «Плесецк» с 1992 года по 1995 год, столько же продлился и первый брак Сергея Глушко.
Получил однокомнатную квартирку от космодрома, сделал ремонт, нарисовал картины и украсил ими стены, но из-за плохого обеспечения военнослужащих в то время вынужден был подрабатывать: торговал, работал зазывалой в магазине. В результате семья распалась, квартиру Сергей Глушко оставил бывшей жене.
После развода в середине 1990-х годов поехал в Москву учиться на бизнесмена, поступил в Академию международного бизнеса, где, сдавая зачёты и экзамены, учился не больше года, приехав на защиту диплома, обнаружил, что институт закрыт, а организаторы забрали все деньги и пропали. Был вынужден остаться в Москве и начать искать работу. Чтобы выжить, сначала работал в Балашихе охранником. Окончил курсы на страхового агента, учился на курсах английского разговорного языка, работал охранником в Подмосковье, менеджером в мебельной фирме, администратором в салоне у Сергея Зверева. Случайно попал в модельный бизнес. При росте 186 см стал осваивать модельный бизнес, снимался в рекламных клипах, в том числе в клипе группы «Белый орёл» на песню «Потому что нельзя быть на свете красивой такой». Играл в спектакле «Половое покрытие», получил предложение стать стриптизёром.

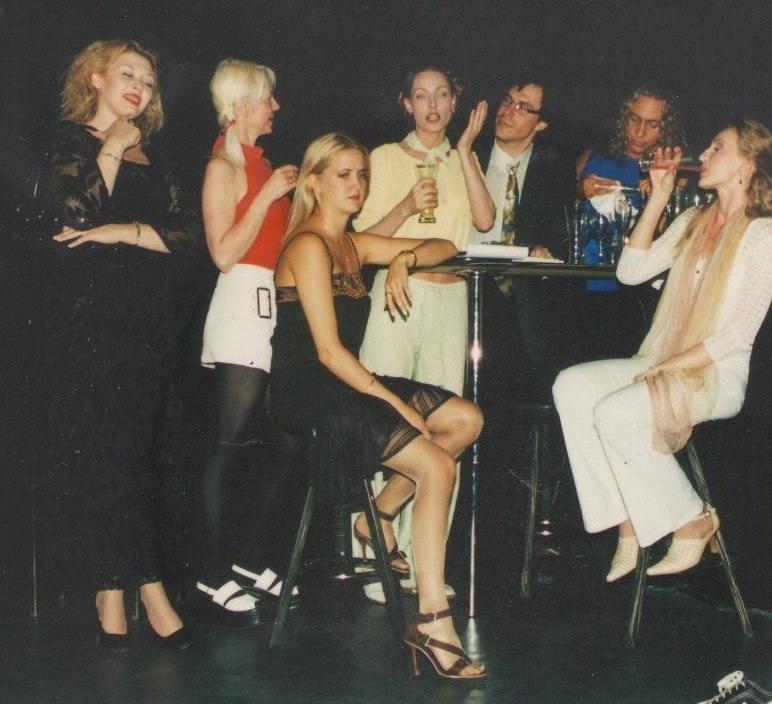
Сергей Глушко в составе артистов Театр.doc на фестивале современного искусства «Майские чтения» в Тольятти

В 1997 году работал стриптизёром в ночном клубе «Hungry Duck», там же танцевал и Тимофей Пронькин, будущий участник группы «Hi-Fi». Через пять лет работы Тарзана (теперь это был его псевдоним) стали приглашать на выступления известные артисты.
Окончил Российскую академию театрального искусства, актёрское отделение в 2006 году (художественные руководители П. О. Хомский и В. В. Тепляков).

### Бизнес
В октябре 2015 года открыл маленький фитнес-клуб в районе Смоленского бульвара в центре Москвы под названием «Tarzan Private Gym», где могли заниматься одновременно только 2 человека. У него в зале тренировались: Мария Захарова, Сергей Рост и Карина Зверева и другие.
В июне 2020 года Сергей Глушко и Наташа Королёва заявили, что их бизнес серьёзно пострадал из-за пандемии коронавируса, в результате чего они приняли решение навсегда закрыть салон красоты и спортзал.

## Семья
Первая жена (1992—1997) — Елена Переведенцева (род. ноябрь 1973, Рига) — военнослужащая, служит на космодроме в Плесецке, родилась в семье военного, в детстве переехала с родителями на космодром в Мирный, после развода с Сергеем Глушко через месяц вышла второй раз замуж, позже вышла замуж в третий раз, родила дочку в 2001 году.
С 2001 года начал жить вместе с певицей Наташей Королёвой (род. 31 мая 1973), официально оформили отношения 21 августа 2003 года. Наталья с мужем признавались, что со стороны Сергея были измены.
Сын Архип Глушко-Порывай (род. 19 февраля 2002) — назван в честь прадеда Архипа Порывая, при рождении носил фамилию Порывай, начинающий певец, знает и преподаёт японский язык онлайн. Встречается со стриптизёршей. 

## Общественная позиция
Поддержал нападение России на Украину. 7 января 2023 года включён в санкционный список Украины так как «поддержал военное вторжение России на Украину в публичных заявлениях, социальных сетях».

## Творчество

### Фильмография
| Год  |   | Название                                                               | Роль                                            |  |
| ---- | - | ---------------------------------------------------------------------- | ----------------------------------------------- |  |
| 2003 | ф | Анастасия Слуцкая                                                      | Будимир                                         |  |
| 2004 | с | Бальзаковский возраст, или Все мужики сво... (серия «Закон Приходько») | мужчина, делавший ремонт у Юли в квартире       |  |
| 2004 | с | Моя прекрасная няня (серия 29, «Карточный король»)                     | камео                                           |  |
| 2005 | с | Сыщики-4                                                               | Оригинальное название неизвестно                |  |
| 2005 | ф | Клоунов не убивают                                                     | Киллер Малинин                                  |  |
| 2006 | ф | Кинофестиваль                                                          | Оригинальное название неизвестно                |  |
| 2006 | с | Плата за любовь (телесериал)                                           | Толя                                            |  |
| 2006 | с | Счастливы вместе                                                       | Руслан, инструктор по фитнесу                   |  |
| 2007 | ф | Один в Новогоднюю ночь                                                 | Фёдор, охранник                                 |  |
| 2007 | ф | Королевство кривых зеркал                                              | участник от Бразилии на конкурсе «Кривовидение» |  |
| 2008 | ф | Русичи                                                                 | Изяслав                                         |  |
| 2008 | ф | Исповедь дьявола                                                       | Оригинальное название неизвестно                |  |
| 2008 | ф | Московский жиголо                                                      | Сергей Витальевич                               |  |
| 2010 | с | Универ                                                                 | камео                                           |  |
| 2010 | с | «Алиби» на двоих (фильм 10-й «Стритрейсеры»)                           | камео                                           |  |
| 2012 | с | Дальнобойщики 3. Десять лет спустя                                     | Максим                                          |  |
| 2012 | с | Одна за всех                                                           | Фитнес-тренер Эдуард                            |  |
| 2012 | с | Зайцев+1                                                               | камео                                           |  |
| 2014 | с | Тайный город                                                           | колдун Арнольд                                  |  |
| 2018 | ф | Ночная смена                                                           | Женя Кинг Конг                                  |  |
| 2024 | с | Демис и Марина                                                         | камео (1 сезон 5 серия)                         |  |

### Книги
- 2010 — «Культ тела» ISBN 978-5-17-061699-2

### Роли в театре
- «Иствикские ведьмы»[26]
- «Половое покрытие»
- «Завещание целомудренного бабника»
- «Жениха вызывали, девочки?»
- «Невероятный подарок»
- «Любовь без правил»
- «Цезарь и Клеопатра»
- «Наш папа клоун»
- «Семейная фотография»
- «Убей меня, любимая»
- «Звёздный лайнер»[27]
- «Любовнички»

### Песни
Пишет песни со школьного возраста, выкладывает стихи и песни собственного сочинения в Инстаграм.
- «Ты мне веришь или нет» на YouTube (дуэт с Н. Королёвой).
- «Не забуду» на YouTube (дуэт с Н. Королёвой).
- «Без тебя» на YouTube (дуэт с Н. Королёвой).
- Рай там, где ты (дуэт с Н. Королёвой).
- Точь-в-точь (дуэт с Н. Королёвой).
- Две капли.
- Ясная звезда (дуэт с Н. Королёвой).
- Ты главная любовь (дуэт с Н. Королёвой).
- Без тебя (дуэт с Н. Королёвой).
- Палочка-выручалочка.

### Клипы
- «Потому что нельзя быть на свете красивой такой»
- «Как на войне»

### Реклама
- Шоколадный батончик «Шок» в роли кентавра, где снялась дочь Николая Бандурина — Катерина[28].
- Реклама погарских молочных продуктов. С Наташей Королёвой.

### Художник
Рисует картины, научился рисовать в школьном возрасте, в 1990-е украсил свою первую квартиру собственными картинами, в 2020 году вернулся к творчеству, выкладывает фотографии своих картин в Инстаграм.

## В песнях
- Игорь Николаев — «Любить её так, как я»
- Игорь Николаев — «Пять причин»

## Награды и премии
- Приз за лучшую мужскую роль в номинации «Непрофессиональный исполнитель роли» на IV Международном фестивале актёров кино «Стожары» в Киеве (2003) — за исполнение роли Будимира в художественном фильме «Анастасия Слуцкая» режиссёра Юрия Елхова.